# Live 2005
Live 2005 är den svenske bluesmusikern Rolf Wikströms andra livealbum, utgivet på skivbolaget Black Light Records 2005. Skivan var Wikströms första för bolaget sedan han lämnat MNW.

## Låtlista
Där inte annat anges är låtarna skrivna av Rolf Wikström.
1. "Bluesen läker våra sår" (musik: Jerry Beach, svensk text: Wikström)
2. "Inte en spänn på fickan"
3. "Lyckan kommer, lyckan går"
4. "Du säjer du ska lämna mej"
5. "Vi ska bygga upp en kyrka"
6. "Kom till mej kvinna"
7. "Allt för många gånger (intro)"
8. "Allt för många gånger"
9. "Du kramar musten ur mej"
10. "Jag tror du ljuger nu"
11. "Jävla måndag" (musik: Aaron Walker, svensk text: Wikström)
12. "Har kommit för långt"
13. "Jag älskar dej ändå (intro)"
14. "Jag älskar dej ändå"
15. "Bädda med rena lakan"
16. "Gud på tunnelbanan"
17. "Över tusen hav" (text: Nils Ferlin, musik: Wikström)
18. "I samhällets utkant"
19. "Blues är allt jag har"
20. "Roffes stomp"
21. "(Inklappning)"
22. "Som vattnet flyter i floden"

## Medverkande
- Tommy Cassemar – bas
- Thomas Hammarlund – gitarr
- Mikael Johansson – trummor
- Erik Mossnelid – klaviatur
- Rolf Wikström – sång, gitarr, producent

### Fotnoter
1. 1 2  ”Live 2005”. Svensk mediedatabas. http://smdb.kb.se/catalog/search?q=Rolf+Wikstr%C3%B6m+typ%3Afonogram&sort=OLDEST. Läst 9 januari 2013.